# Sigela leucozona
Sigela leucozona är en fjärilsart som beskrevs av George Francis Hampson 1910. Sigela leucozona ingår i släktet Sigela och familjen nattflyn. Inga underarter finns listade i Catalogue of Life.